# 원장
원장(중국어 정체자: 文章, 병음: Wen Zhang, 한자음: 문장, 1984년 6월 26일 ~ ) 은 중화인민공화국 태생의 영화배우, 영화감독이다.

## 학력
- 2002년 ~ 2006년 북경중앙연극학원 연기본과

## 출연작
- 2009년 테일 오브 투 동키스
- 2010년 해양천국
- 2011년 백사대전
- 2011년 신기협려
- 2011년 실연 33일
- 2012년 길 위에서
- 2012년 인 로우즈 뉴 이어
- 2012년 트루스 오어 데어
- 2013년 월위자
- 2015년 서유기: 모험의 시작
- 2015년 불이신탐